# Svartbådan, Helsingfors
Svartbådan (finska: Mustamatala) är en klippa i Finland.   Den ligger i kommunen Helsingfors i den ekonomiska regionen  Helsingfors  och landskapet Nyland, i den södra delen av landet, 11 km söder om huvudstaden Helsingfors.
Terrängen runt Svartbådan är mycket platt.  Närmaste större samhälle är Helsingfors, 11,2 km norr om Svartbådan. 